# Marcos Paquetá
Marcos César Dias Castro, mais conhecido como Marcos Paquetá (Rio de Janeiro, 27 de agosto de 1958), é um treinador e ex-futebolista brasileiro que atuava como meia. Atualmente está no Muharraq Club.

## Carreira
Se destacou treinando as categorias de base da seleção brasileira. Ele é apelidado de Marcos Paquetá porque nasceu na Ilha de Paquetá.
Em 2003, foi campeão mundial sub-17 na Finlândia e campeão mundial sub-20 nos Emirados Árabes Unidos. Na Copa do Mundo de 2006, na Alemanha, foi treinador da seleção da Arábia Saudita.
No Brasil, treinou o Avaí Futebol Clube de Florianópolis e as categorias de base do Flamengo e do Fluminense.
Após a passagem pelo Avaí Futebol Clube, pelo time principal, recebeu uma grande proposta do Al-Hilal, clube popular da Arábia Saudita, onde fez uma ótima campanha durante 3 anos, tornando-se um dos tecnicos mais queridos da região. Ganhando importantes títulos como, Copa do Rei, Copa da Ásia e campeonatos locais. Até ser convocado pela seleção da Arábia Saudita e disputar a Copa do Mundo de 2006.
Depois de passar pela Seleção da Arábia Saudita, foi para o Al-Gharafa, do Qatar onde ficou por 2 anos e conquistou importantes títulos que o clube ainda não havia conquistado em sua história. Deixou o Al-Gharafa em maio de 2015, em seu lugar entrou o brasileiro Péricles Chamusca.

### Botafogo
Em 2018 volta a treinar uma equipe brasileira ao aceitar ser técnico do Botafogo.Foi demitido em 1 de agosto de 2018, após apenas cinco jogos à frente do time carioca, com um aproveitamento de apenas 20% e quatro derrotas em cinco jogos pelo clube.

## Títulos

### Como treinador
Al-Gharafa
- Liga do Qatar: 2007–08 e 2008–09
- Copa Emir: 2009
- Copa Jassem: 2008–09

Al-Hilal
- Copa do Rei
- Copa do Vice Rei
- Liga da Arábia Saudita
- Prince Faissel Cup

Seleção Brasileira
- Campeonato Mundial Sub-17 - 2003
- Campeonato Mundial Sub-20 - 2003